# Liolaemus nitidus
El lagarto nítido (Liolaemus nitidus) es un pequeño lagarto de la familia Liolaemidae endémica de Chile.

## Hábitat
Desde la región de Coquimbo a la región del Libertador General Bernardo O'Higgins. Habita zonas rocosas.

## Descripción
Es una especie de tamaño mediano, que alcanza los 9 cm de hocico a vientre, hasta 27 cm incluyendo su larga cola. Es ovíparo y los ejemplares juveniles generalmente se alimentan de insectos, aunque los adultos tienden a tener una dieta más omnívora. Cuando se les corta la cola, ésta le vuelve a crecer por completo al cabo de un año, pero será más oscura que el resto de su piel.